# József Braun
József „Csibi“ Braun, ungarisch auch József Barna, (* 26. Februar 1901 in Budapest, Österreich-Ungarn; † Februar 1943) war ein ungarischer Fußballspieler und Fußballtrainer. 

## Vereinskarriere
József Braun spielte in der Jugend beim VAC Budapest, wurde jedoch 1916 von Jimmy Hogan, dem neuen englischen Trainer des MTK Budapest entdeckt und zu den Blau-Weißen geholt. Hogan baute eine Mannschaft aus arrivierten Spielern wie Imre Schlosser und Alfréd Schaffer sowie talentierten Nachwuchsspielern wie Braun und György Orth auf, die der Grundstein für eine langjährige Dominanz des ungarischen Fußballs werden sollte. Braun gab sein Debüt in der Saison 1916/17 und konnte auf Anhieb den ersten Meistertitel feiern. In der Folgesaison konnte der großgewachsene Spieler sich einen Stammposten auf dem rechten Flügel sichern, den er auch in den nächsten sieben Jahren innehaben sollte, allerdings im Laufe seiner Karriere immer wieder von Verletzungen geplagt wurde. 
Braun zählt bis heute zu den besten Rechtsaußen in der Geschichte des ungarischen Fußballs und war insbesondere für seine Antrittsgeschwindigkeit, seine Ballkontrolle und die Genauigkeit seiner Hereingaben bekannt. Mit dem MTK gelangen neun Meistertitel in Folge von 1917 bis 1925, dazu kamen auch noch zwei Cupsiege. 1919 wurde Braun zum ungarischen Fußballer des Jahres gewählt. 
Auf Grund seiner Verletzungen musste er seine Karriere vorzeitig beenden, versuchte allerdings Ende der 1920er Jahre noch einmal ein Comeback, als er in der American Soccer League für die Brooklyn Hakoah und die Brooklyn Wanderers auflief.

## Nationalteam
Seinen ersten Einsatz im Nationalteam hatte Braun mit 17 Jahren im Oktober 1918 bei einem 3:0 gegen Österreich. Bei seinem zweiten Länderspiel einige Monate später schoss er den entscheidenden Treffer zum 2:1 gegen denselben Gegner. In den nächsten Jahren war er eine feste Größe auf der rechten Angriffsseite der Ungarn und führte seine Mannschaft 1924 als Kapitän zu den Olympischen Sommerspielen, wo man sich berechtigte Hoffnungen auf ein erfolgreiches Abschneiden machen konnten. Nach einem klaren Sieg in der ersten Runde über Polen, kam es jedoch zu einem sensationellen 0:3 gegen Ägypten und damit zum vorzeitigen Ausscheiden aus dem Turnier, wobei Braun einen Elfmeter verschoss, der den zwischenzeitlichen Ausgleich bedeutet hätte. Nach einer Verletzungspause schaffte er 1926 nochmals den Sprung ins Nationalteam, beendete aber seine Karriere im Dezember dieses Jahres bei einem 3:3 gegen Portugal. In 28 Spielen für Ungarn erzielte er elf Treffer.

## Trainerkarriere
Nach seiner aktiven Karriere war Braun als Trainer in der Slowakei tätig, wo er von 1935 bis 1938 den 1. ČsŠK Bratislava betreute. Weiters leitete er den LAFC Lučenec und den FTC Filakovo.
Nach Ende seiner Fußballkarriere war er als Bankbediensteter tätig. Als gebürtiger Jude wurde er 1942 zum Arbeitsdienst eingezogen, wo er 1943 in der Ukraine starb.

## Erfolge
- 9× Ungarischer Meister: 1917, 1918, 1919, 1920, 1921, 1922, 1923, 1924, 1925
- 2× Ungarischer Cupsieger: 1923, 1925
- 28 Spiele und elf Tore für die ungarische Fußballnationalmannschaft